# دانشگاه پیام نور
دانشگاه پیام‌نور سامانه دانشگاهی نیمه‌دولتی در ایران است. 

## رتبه و جایگاه سابق
طبق ادعای رئیس این دانشگاه در سال ۱۳۹۸، پیام نور از نظر تعداد دانشجو بزرگ‌ترین دانشگاه دولتی کشور و هفتمین دانشگاه پرجمعیت جهان است. این دانشگاه درسال ۱۳۶۷ پس از ادغام دانشگاه ابوریحان بیرونی و دانشگاه آزاد ایران با نام جدید «پیام نور» تأسیس شد. شیوهٔ آموزشی این دانشگاه، ترکیبی حضوری و نیمه‌حضوری همچنین آموزش باز و از راه دور است. از نظر ساختاری، دانشگاه پیام‌نور دارای یک سازمان مرکزی در تهران و ۳۱ دانشگاه استانی در سراسر ایران و بیش از ۲۰ شعبه در خارج از ایران است. این دانشگاه دامنهٔ وسیعی از رشته‌های مختلف را به‌طور متفاوت ارائه می‌داد. قبلاً دانشگاه پیام‌نور صاحب امتیاز و ناشر ۲۰ مجله تخصصی بود. منابع درسی دانشجویان شامل کتب انتشارات خود دانشگاه پیام‌نور می‌باشد.
در گذشته بر اساس رتبه‌بندی تایمز دانشگاه پیام‌نور جزو ۱۵۰۰ دانشگاه برتر جهان بود. بر اساس آخرین رتبه‌بندی اعلام شده در آبان ماه ۱۴۰۱ توسط پایگاه استنادی علوم و پایش علم و فناوری (ISC)، دانشگاه پیام‌نور در سال تحصیلی ۱۳۹۹–۱۴۰۰ رتبه اول را در بین دانشگاه‌های ایران داشت. در رتبه‌بندی قدیمی دیگر، دانشگاه پیام‌نور رتبه ۱۸۴۲ بهترین دانشگاه‌های جهان و رتبه ۷۲۳ بهترین دانشگاه‌های آسیا را داشت. همچنین بر اساس نظام رتبه‌بندی جهانی کیو اس(QS) قبلاً دانشگاه پیام‌نور به عنوان بزرگ‌ترین دانشگاه نیمه‌دولتی ایران در جمع برترین دانشگاه‌های آسیا قرار داشت.

## دانشجویان
دانشجویان دانشگاه پیام‌نور به دو دستهٔ رسمی و فراگیر تقسیم می‌شوند:
دانشجویان رسمی
دانشجویان رسمی دانشگاه پیام‌نور با کنکور رسمی سازمان سنجش کشور در این دانشگاه پذیرفته شده‌اند. از سال ۱۳۹۲، دانشگاه متقاضیان را بدون کنکور هم می‌پذیرد و شرط ورود به دانشگاه معدل کل امتحانات نهایی دیپلم (سال دوازدهم) می‌باشد.
دانشجویان فراگیر
متقاضیان بعد از شرکت در امتحان فراگیر که از دروس تخصصی نیمسال اول مقطع کارشناسی‌ارشد بوده و قبولی در آن، دانشجوی رسمی و همچنین پذیرش نیمسال دوم خواهند شد و واحدهای گذرانده شده این امتحان از کل واحدهای مقطع ارشد کسر می‌گردد. در سال ۱۴۰۲ پذیرش فراگیر دانشگاه پیام‌نور در مقطع کارشناسی‌ارشد و دکتری لغو شد.
شمار فارغ‌التحصیلان
براساس گزارش خبرگزاری ایرنا، از آغاز تأسیس تا پایان سال ۱۴۰۱ شمسی، قریب به ۲ میلیون دانشجو، از دانشگاه نیمه‌دولتی پیام‌نور فارغ‌التحصیل گردیده است.

## شعب خارج از ایران
دانشگاه پیام نور بیش از ۲۰ شعبه در خارج از ایران دارد که شامل دانشگاه پیام نور در کشورهای آذربایجان، ارمنستان، افغانستان، عراق، اوکراین، امارات، انگلستان، ایرلند، چین، ترکیه، تاجیکستان، عمان، قطر، کانادا، گرجستان، کویت، لبنان، مالزی و هندوستان می‌باشد.

## حاشیه‌ها

### ادغام دانشگاه
با روی کار آمدن دولت سید ابراهیم رئیسی و تصویب لایحه برنامه هفتم توسعه در تاریخ ۸ خرداد ۱۴۰۲ توسط دولت سیزدهم و تقدیم کردن آن در ۲۸ خرداد ۱۴۰۲ توسط سید ابراهیم رئیسی به مجلس شورای اسلامی و شروع طرح مولدسازی، ادغام دانشگاه پیام نور در دانشگاه‌های دولتی مطرح شد؛ اما با اعتراض استادان و کارکنان دانشگاه پیام نور در سراسر کشور این مصوبه در دستور کار مجلس قرار نگرفت.

### خیزش ۱۴۰۱ ایران
رئیس دانشگاه پیام نور در اظهارنظری به وجود نیامدن تنش و ناآرامی در جریان خیزش ۱۴۰۱ ایران را مایهٔ افتخار دانست. به ادعای معاون اداری و مالی دانشگاه پیام نور: «حتی یک مورد آشوب در این دانشگاه‌ها رخ نداده است.»